# Инокентий VI
Инокентий VI (1282 или 1295 - 12 септември 1362) е римски папа от 18 декември 1352 г. до смъртта си.

## Биография
Инокентий VI е роден със светското име Етиен Обер (на френски: Etienne Aubert)в селцето Ле Монт, департамент Лимож. Професор по гражданско право в Тулуза, през 1338 става епископ на Нойон, а през 1340 е ръкоположен за епископ на Клермон. През 1342 г. Етиен е ръкоположен за кардинал. На 18 декември 1352 г. Етиен е избран за римски папа, приемник на починалия Климент VI, и приема името Инокентий VI.
Политиката на Инокентий VI следва църковно-политическата линия на предходните авинионски папи – той въвежда важни и необходими реформи в църковната администрация и търси възможност за връщането на папския престол в Рим. През 1355 г. дава благословията свещеният римски император Карл IV да бъде коронован с императорска корона в Рим, след като го принуждава да се закълне да напусне града след коронацията.
Огромни са усилията, които Инокентий VI полага за сключването на мир между Франция и Англия през 1360 г. По негово време византийският император Йоан V Палеолог предлага да подчини гръцката църква на Римския престол, при условие че папата го подкрепи срещу претендента за короната Йоан VI Кантакузин.
Умира на 12 септември 1362 г. в Авиньон, Франция.